# Mesana
Mesana (griechisch Μέσανα) ist eine Gemeinde im Bezirk Paphos in der Republik Zypern. Bei der Volkszählung im Jahr 2021 hatte sie 22 Einwohner.

## Name
Der Ortsname stammt vermutlich von der geografischen Lage, da er mit dem Ortsnamen „Mesiana“ – was so viel wie „in der Mitte“ oder „dazwischen“ bedeutet – identifiziert wurde, da Mesana zwischen den Dörfern Salamiou und Arminou liegt.
Eine andere Version spricht davon, dass der Name von der Stadt Methana auf dem Peloponnes stammt.

## Lage und Umgebung

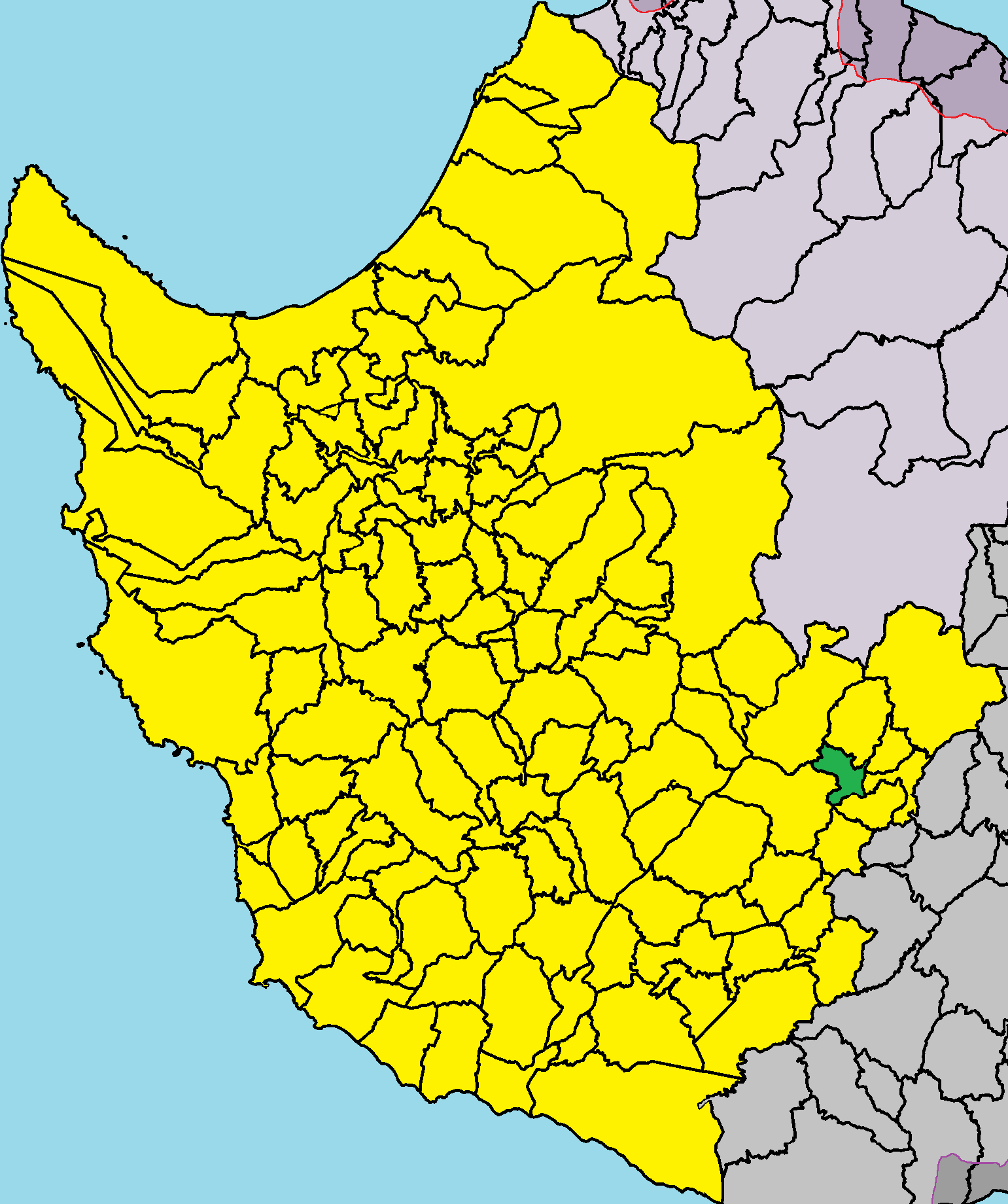
Lage im Bezirk Paphos

Mesana liegt im Osten der Bezirks Paphos auf der Mittelmeerinsel Zypern auf einer Höhe von etwa 530 Metern, etwa 40 Kilometer nordöstlich von Paphos, 54 Kilometer nordwestlich von Limassol und 104 Kilometer südwestlich von Nikosia. Das 4,13261 Quadratkilometer große Dorf grenzt im Norden an Agios Ioannis und Arminou, im Osten an Filousa Kelokedaron und Pretori, im Süden an Kedares und im Westen an Salamiou. Das Dorf kann über die Straße F617 erreicht werden.
Die durchschnittliche jährliche Niederschlagsmenge beträgt rund 650 Millimeter. In der Umgebung werden hauptsächlich Reben verschiedener Weinsorten angebaut, aber auch Getreide, Hülsenfrüchte, Mandeln, Oliven, Zitrusfrüchte und Bohnen angebaut. Die natürliche Vegetation besteht hauptsächlich aus Kiefern, Lärchen und Thymian. Geologisch betrachtet wird das Verwaltungsgebiet von den Ablagerungen der Lefkara-Formation (Kreiden, Mergel und Keratolithen) dominiert. Auf diesen Gesteinen entwickelten sich kalkhaltige Böden.

## Geschichte
Mesana wurde vermutlich nach dem Mittelalter gegründet.

### Bevölkerungsentwicklung
Vom Ende des 19. Jahrhunderts bis Mitte des 20. Jahrhunderts verzeichnete Mesana laut Volkszählungsdaten einen ständigen Bevölkerungszuwachs. Danach begann der Bevölkerungsrückgang – hauptsächlich als Folge des Urbanismus.
Die folgende Tabelle zeigt die Bevölkerung des Dorfes, wie sie in den in Zypern durchgeführten Volkszählungen erfasst wurde.
| Jahr      | 1881 | 1891 | 1901 | 1911 | 1921 | 1931 | 1946 | 1960 | 1976 | 1982 | 1992 | 2001 | 2011 | 2021 |
| Einwohner | 129  | 163  | 172  | 219  | 259  | 258  | 313  | 304  | 213  | 141  | 81   | 50   | 31   | 22   |